# Parapoynx curviferalis
Parapoynx curviferalis là một loài bướm đêm trong họ Crambidae.